# Biuro Przedstawiciela Rzeczypospolitej Polskiej przy Palestyńskiej Władzy Narodowej z siedzibą w Ramallah
Biuro Przedstawiciela Rzeczypospolitej Polskiej przy Palestyńskiej Władzy Narodowej z siedzibą w Ramallah (ang. Representation of the Republic of Poland to the Palestinian National Authority) – polska misja dyplomatyczna przy władzach Palestyny.

## Relacje polsko-palestyńskie
Oficjalne kontakty między PRL a polityczną reprezentacją narodu palestyńskiego – Organizacją Wyzwolenia Palestyny (OWP) sięgają połowy lat 70. Przy Komitecie Solidarności z Narodami Azji, Afryki i Ameryki Łacińskiej otwarte zostało w 1976 przedstawicielstwo OWP, nie mające charakteru misji dyplomatycznej. Ówczesny stosunek Polski do kwestii palestyńskiej uwzględniał przede wszystkim elementy ideologiczno-polityczne, ale jednocześnie wynikał z uznania istniejących realiów i przekonania, że trwały pokój i stabilizacja na Bliskim Wschodzie są niemożliwe bez zaspokojenia narodowych aspiracji Palestyńczyków. Jednocześnie Polska uznawała prawo Izraela do bezpiecznego bytu.
Stosunki dyplomatyczne Polska-OWP zostały ustanowione w lipcu 1982 (po agresji izraelskiej na Liban). Przedstawicielstwo OWP otrzymało wówczas status oficjalnej misji dyplomatycznej, a jego szef – w randze ambasadora – przywilej akredytacji u głowy państwa. Zmiana nazwy placówki OWP w Warszawie na Ambasadę Państwa Palestyny nastąpiła w 1989, podczas wizyty Jasera Arafata w wyniku jednostronnej decyzji palestyńskiej, ale przyjętej do wiadomości przez władze polskie (stanowisko to wynikało z decyzji ZO NZ z 15.12.1988 dot. używania w ONZ nazwy „Palestyna” zamiast „OWP”). Władze palestyńskie przyjęły polskie stanowisko z 1988 i uznają je za nadal obowiązujące. W związku z podpisaniem przez OWP porozumień pokojowych z Izraelem, w 1995 zaczęto stosować nazwę Ambasada Palestyny, aby podkreślić, że powstanie państwa ma być finalnym rezultatem procesu pokojowego.
Polska uznaje od 1988 roku niepodległość Palestyny i popiera prawo narodu palestyńskiego do samostanowienia i jego aspiracje do posiadania niepodległego państwa jako rezultatu bliskowschodniego procesu pokojowego.

## Przedstawicielstwo
Do 1994 robocze kontakty z centralą OWP podtrzymywano poprzez ambasadę RP w Tunisie. Od 2 kwietnia 1997 funkcję łącznika władz RP z władzami Autonomii Palestyńskiej pełnił dyplomata z ambasady RP w Tel Awiwie. W styczniu 2005 uruchomiono w Ramallah Biuro Przedstawiciela RP przy PWN.
W Ramallah powstało Towarzystwo Palestyńskich Absolwentów Polskich Uczelni.
Przedstawicielstwo nie prowadzi działalności konsularnej. W kwestiach konsularnych obszar Palestyny obsługiwany jest przez Ambasadę RP w Tel Awiwie. Wcześniej za Strefę Gazy odpowiadał Wydział Konsularny Ambasady RP w Kairze. W Betlejem znajduje się konsulat honorowy.